# لائیم وایکل
لائیم وایکُل (لتونیایی: Laima Vaikule؛ زادهٔ ۳۱ مارس ۱۹۵۴) یک هنرپیشه، طراح رقص و خواننده اهل لتونی است.
وی دانش آموختهٔ «دانشکده علوم پزشکی ویلنیوس» در رشتهٔ «پرستاری» است.
از فیلم‌ها یا مجموعه‌های تلویزیونی که وی در آن‌ها نقش داشته است می‌توان به «بازرس گال» (۱۹۷۹) اشاره نمود.